# Огерніче
Огерніче (пол. Ogiernicze, нім. Legelsdorf) — село в Польщі, у гміні Біла Прудницького повіту Опольського воєводства.
Населення — 160 осіб (2011).

## Демографія
Демографічна структура станом на 31 березня 2011 року:
|          | Загалом | Допрацездатний вік | Працездатний вік | Постпрацездатний вік |
| -------- | ------- | ------------------ | ---------------- | -------------------- |
| Чоловіки | 67      | 15                 | 45               | 7                    |
| Жінки    | 93      | 19                 | 54               | 20                   |
| Разом    | 160     | 34                 | 99               | 27                   |